# آبشار سالت کریک
آبشار سالت کریک (به انگلیسی: Salt Creek Falls) آبشاری است که در اورگن، ایالات متحده آمریکا واقع شده و ارتفاع کلی ریزشگاه آن ۲۸۶ فوت (۸۷ متر) است.